# Tom Molineaux

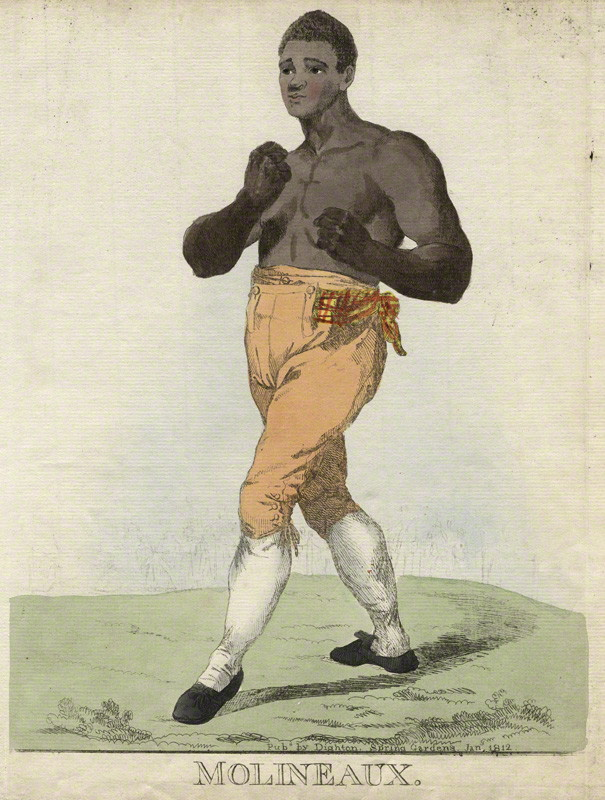
Tom Molineaux

Tom Molineaux (* 1784 in Georgetown, South Carolina, USA; † 4. August 1818 in Dublin, Irland) war ein afroamerikanischer Boxer in der Bare-knuckle-Ära. Er boxte sowohl für England als auch für Irland.
Im Jahr 1997 fand Molineaux Aufnahme in die International Boxing Hall of Fame.